# Pseudolotelus syriacus
Pseudolotelus syriacus is een keversoort uit de familie schijnsnoerhalskevers (Aderidae). De wetenschappelijke naam van de soort werd in 1896 gepubliceerd door Maurice Pic.